# Даутан
Даутан је насељено место у општини Нова Рача, Бјеловарско-билогорска жупанија, Република Хрватска.

## Историја
До нове територијалне организације у Хрватској место је припадало бившој великој општини Бјеловар.

## Становништво
На попису становништва 2011. године, Даутан је имао 295 становника.

## Попис1991.
На попису становништва 1991. године, насељено место Даутан је имало 389 становника, следећег националног састава:
| Попис 1991.‍  | Попис 1991.‍  | Попис 1991.‍ | Попис 1991.‍ | Попис 1991.‍ |
| ------------ | ------------ | ----------- | ----------- | ----------- |
|              |              |             |             |             |
| Хрвати       | Хрвати       |             | 377         | 96,91%      |
| Југословени  | Југословени  |             | 1           | 0,25%       |
| Срби         | Срби         |             | 1           | 0,25%       |
| неопредељени | неопредељени |             | 2           | 0,51%       |
| непознато    | непознато    |             | 8           | 2,05%       |
| укупно: 389  |              |             |             |             |